# Talkbox
 (juillet 2023).
Motif : Article rempli d'anecdotes et de passages non sourcés

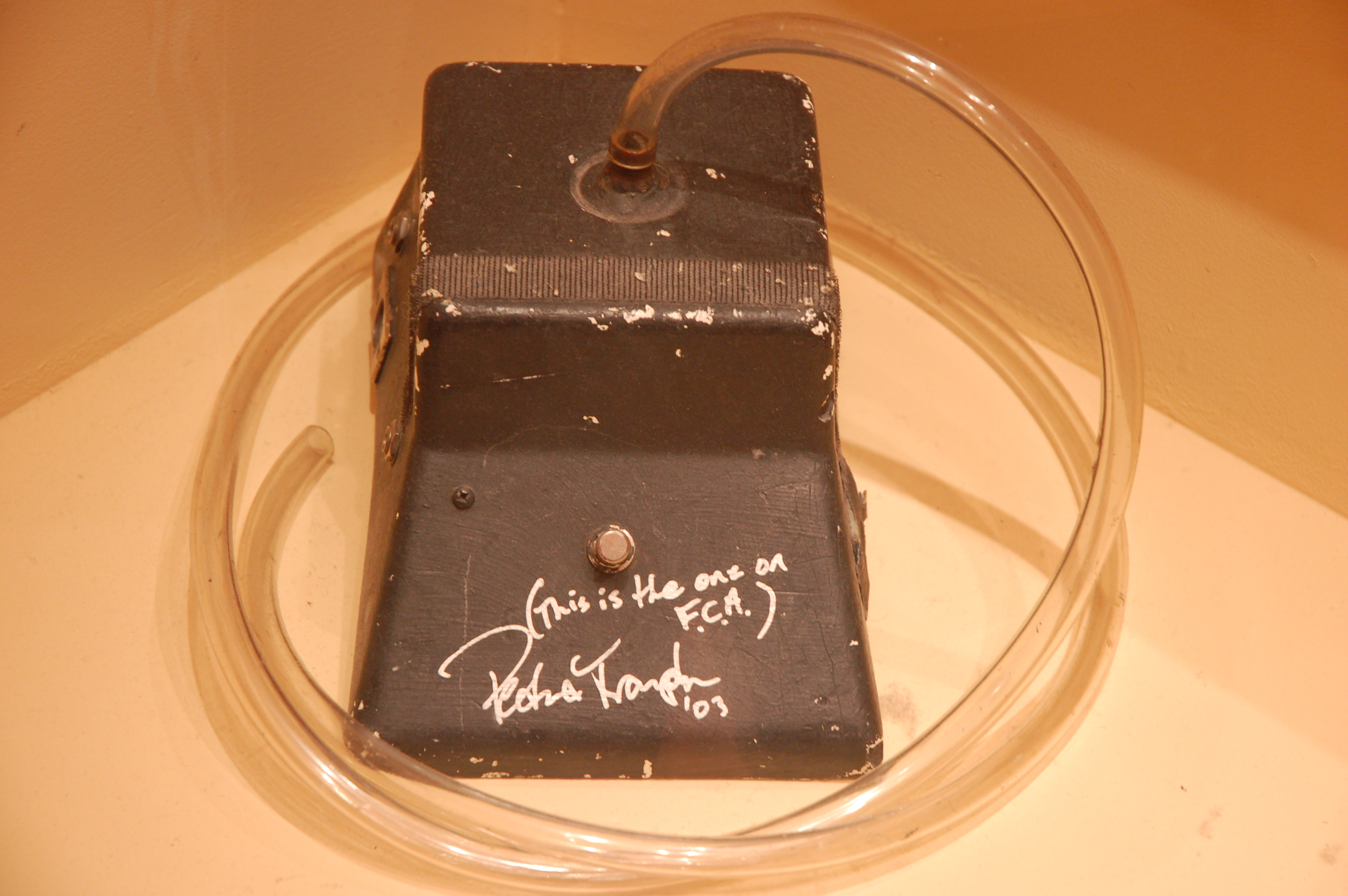
Talkbox utilisée par Peter Frampton.

Une talkbox (de l'anglais talkbox, littéralement « boîte parlante ») est un appareil qui permet aux musiciens de modifier le son d’un instrument en lui faisant imiter la voix humaine. Elle est généralement reliée à un amplificateur (parfois intégré directement dans la pédale) pour augmenter le signal reçu, et dispose d'un petit haut-parleur relié à un tube en plastique. Le son de l'instrument (généralement un synthétiseur ou une guitare électrique) est envoyé par le tube dans la bouche du musicien, et cette dernière agit comme un filtre qui modifie le contenu en fréquence du son. Le musicien contrôle la modification du son de l'instrument en modifiant la forme de sa bouche. Le son produit est ensuite capté par un microphone.

## Vue d'ensemble

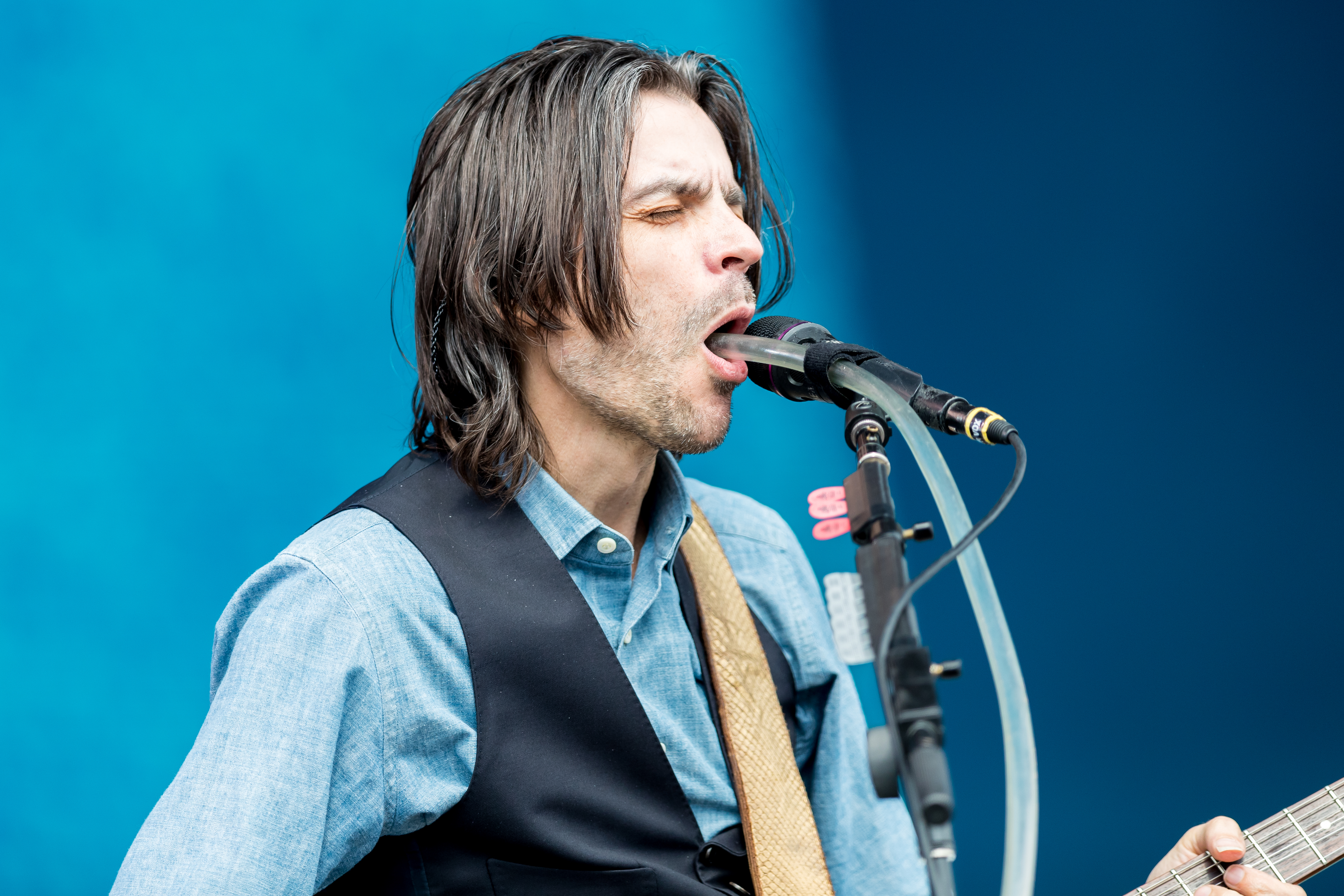
Le guitariste Brian Bell du groupe Weezer utilisant une talk box avec une guitare électrique (2022). Le son produit par sa bouche est ensuite capté par un microphone.

Une talkbox est généralement une pédale d’effet reposant au sol et contenant un haut-parleur relié de manière étanche à un tube en plastique. Cependant, il peut prendre d'autres formes, notamment des versions artisanales, généralement brutes, et des versions personnalisées de meilleure qualité. Le haut-parleur se présente généralement sous la forme d’un moteur de compression, la partie sonne d’un haut-parleur cornet, celui-ci étant remplacé par la connexion du tube.
Le boîtier comporte des connecteurs pour la connexion à la sortie haut-parleur d'un amplificateur d'instrument et une connexion à un haut-parleur d'instrument normal. Un interrupteur au pied sur la boîte dirige le son vers le haut-parleur de la talkbox ou le haut-parleur normal. L'interrupteur est généralement du type à enfoncer / pousser. L'autre extrémité du tube est collée sur le côté d'un microphone et s'étend suffisamment pour diriger le son reproduit dans la bouche de l'artiste ou à proximité.
Lorsqu'il est activé, le son de l'amplificateur est reproduit par le haut-parleur dans la talkbox et dirigé à travers le tube dans la bouche de l'artiste. La forme de la bouche filtre le son, le son modifié étant capté par le microphone. La forme de la bouche modifie le contenu harmonique du son de la même manière que le contenu harmonique généré par les cordes vocales lorsqu'on parle.
L’interprète peut faire varier la forme de la bouche et la position de la langue, en modifiant le son de l’instrument reproduit par le haut-parleur de la talkbox. L’artiste interprète des mots, l’effet résultant donne alors l'impression que l’instrument parle. Ce son "en forme" sort de la bouche de l'artiste et lorsqu'il entre dans un microphone, un hybride instrument / voix est entendu.
Le son peut être celui de n'importe quel instrument de musique, mais l'effet est le plus souvent associé au synthétiseur et à la guitare électrique. Les harmoniques riches d'une guitare électrique sont façonnées par la bouche, produisant un son très similaire à celui d'une voix, permettant ainsi à la guitare de "parler".
Les talkbox et les vocodeurs sont souvent confondus par les auditeurs. Cependant, ils ont des mécanismes radicalement différents pour obtenir cet effet. Les talkbox envoient le signal porteur dans la bouche du chanteur, où il est ensuite modulé par le chanteur lui-même. D'autre part, les vocodeurs traitent la porteuse et le signal du modulateur de manière intégrale, produisant la sortie sous la forme d'un signal électrique séparé. En outre, ils sont également plus courants dans différents genres: la talkbox se trouve souvent dans la musique rock en raison de son couplage typique avec une guitare, alors que les vocodeurs sont presque toujours associés à des synthétiseurs et sont très présents dans la musique électronique.

## Histoire

### Guitare chantante
En 1939, Alvino Rey, opérateur de radio amateur W6UK, utilisa un microphone à gorge en carbone câblé de manière à moduler le son de sa guitare électrique en acier. Le micro, initialement développé pour les communications entre pilotes militaires, a été placé dans la gorge de la femme de Rey, Luise King (l'une des King Sisters), qui se tenait derrière un rideau et prononçait les mots avec les lignes de guitare. La combinaison de roman sonne s'appelle « Chant guitare », est utilisée sur la scène et dans le film Jam Session, comme une attraction « nouveauté », mais n'a pas été développée plus.
Rey a également créé un effet de "conversation" quelque peu similaire en manipulant les commandes de tonalité de sa guitare électrique Fender, mais l'effet vocal était moins prononcé.

### Sonovox
Le Sonovox, inventé par Gilbert Wright en 1939, est un autre effet vocal précoce utilisant le même principe de la gorge que le filtre. Au lieu d'un microphone à gorge modulant le signal d'une guitare, il utilisait de petits transducteurs attachés à la gorge de l'artiste pour capter les sons vocaux. Le Sonovox a été commercialisé et promu par la société Wright-Sonovox, une filiale de l'agence de publicité Free & Peters.
Le Sonovox a été utilisé dans de nombreux identifiants de stations de radio et jingles produits par JAM Creative Productions et l’agence de publicité PAMS de Dallas, au Texas. Lucille Ball a fait l'une de ses premières apparitions au cinéma dans les années 1930 dans un film d'actualités Pathé présentant le Sonovox.
La première utilisation en musique fut une partition d'Ernst Toch dans le film de la firme Paramount Pictures The Ghost Breakers, en juin 1940. Le Sonovox est également apparu dans le film de 1940, You'll find out, mettant en vedette Kay Kyser et son orchestre, Bela Lugosi, Boris Karloff et Peter Lorre. Lugosi utilise la Sonovox pour représenter la voix d'une personne décédée pendant une séance de spiritisme.
Le Sonovox a été utilisé dans des films tels que A letter to three Wives (1949), Possessed (1947), The secret life of Walter Mitty (1947), The Good Humor Man (1950), la voix de Casey Junior dans le train du film Dumbo (1941) et The Reluctant Dragon (1941).
Il a été entendu au piano dans Sparky's Magic Piano et dans l'avion pour le film Whizzer The Talking Airplane (1947). La Sonovox était également utilisée pour donner l'impression que les instruments « parlaient » dans l'album pour enfants Rusty in Orchestraville (1949).
Le groupe rock britannique The Who a inclus dans son album de 1967, The Who Sell Out, une chanson qui comprenait les jours de la semaine « parlés » par des accords de guitare électrique utilisant le Sonovox. Cet enregistrement était en fait un jingle radio créé par PAMS.

### Guitarepedal-steelparlante
Pete Drake, un guitariste de pedal-steel basé à Nashville, a utilisé une talkbox sur son album de 1964, Forever, dans ce qu'on a appelé sa « talking pedal-steel guitar ». L'année suivante, Gallant sort trois albums avec la talkbox, Pete Drake & His Talking Guitar, Talking Steel & Singing Strings et Talking Steel Guitar. L'appareil de Drake consistait en un haut-parleur à cône en papier de 8 pouces fixé à un entonnoir à partir duquel un tube transparent transmettait le son à la bouche de l'artiste. C'était juste assez fort pour être utilisé en studio d'enregistrement.
Une autre utilisation importante de la guitare en acier parlante apparaît dans l'album de Noël du groupe The Ventures Christmas Album, paru en 1965. Dans la chanson Silver Bells, le guitariste Red Rhodes s'exprimait à travers une talkbox, déformant ainsi l'expression « silver bells ».

### Kustom Electronics Talk Box (Le sac)
Le dispositif de Kustom Electronics, « The bag » (le sac), a été la première talkbox pour le marché de masse et a été placé dans un sac décoratif en bandoulière, comme une bouteille de vin. Elle utilisait un driver de 30 watts et a été lancée sur le marché de la musique de masse au début de 1969, deux ans avant que la Talk Box de Bob Heil devienne largement disponible. Le sac aurait été conçu par Doug Forbes, qui déclare que le même concept (haut-parleur fixé à un tube en plastique et inséré dans la bouche) avait déjà été breveté comme larynx artificiel.
John Kay de Steppenwolf a utilisé la TalkBox de Kustom Electronics (« The bag ») dans les enregistrements en studio et les concerts à partir de 1969. Sur l'album Steppenwolf Live enregistré en janvier 1970, la talkbox de Kustom Bag est clairement audible sur les chansons From Here To There Eventually, Hey Lawdy Mama et Twisted. John Kay a été vu utilisant une talkbox Kustom Electronics sur scène à Charlotte, en Caroline du Nord, en juin 1970 et lors de deux spectacles dans le New Jersey (Wildwood et Cherry Hill) en 1971. Steppenwolf est apparu dans les émissions de télévision en direct The Midnight Special et Don Kirshner's Rock Concert où le guitariste Bobby Cochran et John Kay ont utilisé le Kustom Bag. Deux autres exemples précoces de l'utilisation de la talkbox sur des albums studio sont de Sly & The Family Stone sur la chanson Sex Machine de leur album Stand! ainsi que Al Kooper avec Shuggie Otis sur la chanson One Room Country Shack de l'album Kooper Sessions, ces deux albums sont parus en 1969.
Le groupe Iron Butterfly a utilisé une talkbox dans la chanson Butterfly Bleu de l'album Metamorphosis en 1970. Alvin Lee a utilisé talkbox pour la chanson de Ten Years After, I Say Yeah de l'album Watt en 1970. Le groupe Young-Holt Unlimited a aussi présenté une talkbox sur leur chanson Wah-Wah Man, également publiée en 1970, sur l'album Born Again. Stevie Wonder a utilisé pour la première fois cet effet sur son album Music of My Mind au début de 1972. The Osmonds ont utilisé cette talkbox pour leur titre de 1972 Hold Her Tight. John Rebourn a utilisé une talkbox pour la chanson Back on the Road Again en 1972 sur son album Faro Annie. Les Crusaders ont présenté une talkbox sur l'album Southern Comfort en 1974, notamment sur la chanson Greasy Spoon. Jeff Beck aussi sur la pièce She's A Woman sur son album Blow by Blow de 1975. Il a été vu en train de l'utiliser pour la chanson de l'émission de télévision de la BBC "Five Faces of the Guitar" en 1974, dans laquelle il explique également son utilisation à l'animateur.

### Heil High Talk Box
La première talkbox très puissante a été développée par Bob Heil. Elle est commercialisée en 1973 au prix de 100$.
Sa première "Heil Talk Box" a été construite pour la tournée de Joe Walsh et son groupe de l'époque Barnstorm. Heil et Walsh, ainsi que le technicien de guitares de Walsh, ont combiné un pilote JBL de 250 watts et un filtre passe-haut approprié qui a été utilisé pour le single Rocky Mountain Way de Barnstorm.
Dans son autobiographie de 2012, Who I Am, Pete Townshend a affirmé avoir inventé une version de la talkbox lors de sa tournée aux États-Unis en 1976. "J'ai construit un haut-parleur dans une petite boîte, fixé un tube et mis le tube dans ma bouche, me permettant de faire parler ma musique".
En 1976, Electro-Harmonix est la deuxième entreprise à commercialiser une talkbox avec la Golden Throat (« gorge dorée »). Elle est utilisée notamment par Roger Troutman sur son titre California Love.
En 1988, Heil a vendu les droits de fabrication à Dunlop Manufacturing, Inc., qui construit actuellement la "Heil Talk Box" aux normes exactes définies par Heil en 1973.
Le single de 1974 Tell Me Something Good, interprété par Rufus et Chaka Khan et écrit par Stevie Wonder, qui a atteint le troisième rang du Billboard Hot 100, a été l’un des premiers succès à utiliser la talkbox pour guitare.
Dans une interview pour le DVD sorti en 1999, Live in Detroit, Peter Frampton a déclaré qu'il avait entendu une conversation en 1970 alors qu'il participait à des sessions pour All Things Must Pass de George Harrison. Alors qu’il était assis à côté de Pete Drake lors des sessions d’album aux studios Abbey Road, il a entendu ce dernier l’utiliser avec une pedal steel guitar. Frampton a déclaré dans la même interview que le son qu’il produisait lui rappelait un effet audio qu’il aimait écouter à la Radio Luxembourg à la fin des années soixante. Frampton en a acheté un en cadeau de Noël de Bob Heil en 1974. Il s’agissait d’une talkbox construite à la main dans une boîte en fibre de verre et utilisant un haut conducteur de 100 watts. C'était la "Heil Talk Box" utilisée pour la tournée et l'album Frampton Comes Alive!. Il s'est ensuite rapidement enfermé dans un espace de pratique pendant deux semaines et en est ressorti avec une certaine maîtrise. En raison du succès des albums Frampton et Frampton Comes Alive!, et en particulier des tubes tels que Do You Feel Like We Do et Show Me the Way, le nom de Frampton est associé à celui de la talkbox.
Frampton vend également sa propre gamme de produits "Framptone" conçus sur mesure, y compris une talkbox.
En 1972, Todd Rundgren utilisa une talkbox pour l'album Something / Anything? sur la pièce instrumentale, Breathless. Sur un fond synthétisé, son synthétiseur VCS3 "chante" à plusieurs reprises les mots "I am so breathless", ce qui peut être considéré comme une référence à la talkbox. En 1975, le chanteur de Nazareth, Dan McCafferty, utilisait une talkbox dans le single Hair of the Dog. Le guitariste d’Aerosmith, Joe Perry, a utilisé une talkbox dans les chansons très populaires du groupe, Sweet Emotion de l’album Toys in the Attic, ainsi que dans la version live de Walk This Way de l’album Live! Bootleg. Il l'a également utilisé dans la chanson thème du dessin animé Spider-Man. En 1976, le guitariste de Steely Dan, Walter Becker, enregistra l'effet talkbox sur un solo déjà enregistré de Dean Parks dans Haitian Divorce, sur l'album The Royal Scam. Il a également été utilisé dans une section solo de East St. Louis Toodle-Oo, sur l'album Pretzel Logic de Steely Dan en 1974. Le guitariste Wah Wah Watson joue abondamment de la talkbox dans son album de 1976 Elementary. Ronnie Montrose a utilisé une talkbox sur la pièce-titre de son album de 1976, Jump On It. Également en 1976, le groupe Ruby (avec Tom Fogerty) a utilisé une talkbox sur la chanson Running Back To Me. David Gilmour de Pink Floyd s'en est aussi servi sur Pigs (Three Different Ones) sur l'album Animals de 1977 et sur Keep Talking de The Division Bell de 1994. Le groupe Stillwater utilisa une talkbox sur sa chanson "Mind Bender" en 1977. Johnny Guitar Watson utilise avec beaucoup de talent la "talkbow" dans deux titres de l'album A real mother for ya, notamment dans le morceau Your love is my love enregistré en 1977.  Également à partir de 1977, The Meters en utilisèrent une sur Funkify Your Life. Roger Troutman, chanteur du groupe R & B Zapp, a utilisé la talkbox (d'abord avec un synthétiseur Minimoog, puis un Yamaha DX100) sur le premier single du groupe en 1980, More Bounce to the Ounce, ainsi que dans plusieurs autres chansons. y compris California Love de Tupac Shakur.
Matthias Jabs, guitariste soliste des Scorpions, a utilisé la talkbox dans bon nombre de leurs chansons, notamment en 1980 pour The Zoo. Joe Walsh a utilisé une talkbox dans la chanson Space Age Whiz Kids de l'album de 1983 You Bought It You Name It, dans I Broke My Leg de l'album de 1985 The Confessor, ainsi que sur Half of the Time sur l'album de 1987 Got Any Gum?. Puis, avec Don Felder, il enregistre un solo de guitare avec une talkbox dans la chanson Those Shoes de leur album de 1979, The Long Run. Foolish Pride, un titre de Daryl Hall datant de 1986, met en vedette la talkbox avec le guitariste britannique Richard Morcombe.
Le guitariste soliste de Bon Jovi, Richie Sambora, a utilisé la talkbox "Heil Talk" dans plusieurs chansons du groupe, notamment Livin 'on a Prayer (1986) sur l'album Slippery When Wet, It's My Life (2000) de Crush paru en 2000, ou encore sur Everyday de l'album Bounce en 2002.
Le guitariste soliste Slash du groupe Guns N 'Roses a utilisé une talkbox sur Anything Goes de leur album Appetite for Destruction, sorti en 1987, et sur Dust and Bones de leur album suivant, Use Your Illusion I. Mick Mars de Mötley Crüe a utilisé une talkbox dans Kickstart My Heart de leur version de 1989, Dr Feelgood.
Interrogé sur la potentielle utilisation d'une talkbox sur la chanson Delilah du disque Innuendo de Queen en 1991, Brian May répondit: "Oui, j'ai finalement succombé et en ai utilisé une... Je suppose qu'il n'y a pas d'autre moyen de faire résonner le son du miaulement du chat".
Tom Morello, guitariste de Rage Against the Machine a utilisé une talkbox dans sa chanson Wake Up en 1992. Bob Hartman, de Petra, l'a utilisée lors de la chanson de 1993 Underneath the Blood de leur album Wake-Up Call. Metallica a utilisé une talkbox pendant le solo de The House Jack Built, de l'album de 1996 Load. Dave Grohl des Foo Fighters a utilisé une talkbox lors de la chanson Generator de leur version de 1999, There Is Nothing Left To Lose; son utilisation de l'appareil était en partie inspirée par l'admiration de Grohl pour Peter Frampton et Joe Walsh. Le guitariste du Dream Theater, John Petrucci, a utilisé la talkbox pour présenter en direct la chanson "Home" de l'album 1999 du groupe, Metropolis Pt. 2: Scènes from a Memory. Le chanteur de Avenged Sevenfold, M. Shadows, a utilisé une talkbox dans sa chanson "Lost" tirée de son album éponyme de 2007, Avenged Sevenfold. Dans la reprise de la chanson de Joe Walsh Rocky Mountain Way de Godsmack, le leader Sully Erna a utilisé une talkbox.
La talkbox a été utilisée sur l'album Rock of the Westies de 1975 d'Elton John sur la chanson Dan Dare (Pilot of the futur), interprétée par Davey Johnstone.
Une talkbox connectée à un iPad exécutant un programme d’effets a été utilisée pour créer la voix du personnage BB-8 dans Star Wars: The Force Awakens.

## Musiciens notoires à avoir utilisé la talkbox
De nombreux musiciens ont utilisé la talkbox au cours de leur carrière ; le groupe de funk Zapp notamment, (inspirés par Stevie Wonder qui l'avait parfois utilisée) se caractérisait par l'utilisation massive de la talkbox.
Joe Walsh, guitariste des Eagles, a utilisé la talkbox sur la chanson Rocky Mountain Way, qui donne son titre à l'album du groupe Barnstorm duquel elle est tirée en 1973. On peut aussi l'entendre en duo avec Don Felder sur un album des Eagles , The Long Run en 1979 sur la chanson Those Shoes. Ensuite pour sa carrière solo, pour sa chanson Space Age Whiz Kids sur son album You Bought It, You Name It de 1983. Dans I Broke My Leg en 1985 sur The Confessor, et enfin en 1987 sur son album Got Any Gum? pour la chanson Half of the Time.
Peter Frampton également sur Do You Feel Like We Do en 1973, sur son album Frampton's Camel ainsi que sur le double live Frampton Comes Alive! produit en 1976. On peut aussi l'entendre sur la pièce Show Me the Way de l'album Frampton sorti en 1975.
Jeff Beck l'a aussi utilisée pour la reprise des Beatles She's a Woman dans l'album Blow by Blow en 1975.
John Miles également se sert de la talkbox sur son tube Slow Down.
Richie Sambora du groupe Bon Jovi utilise la talkbox dans nombre de ses titres comme Livin' on a Prayer, We Got it Goin' On, It's My Life.
Le guitariste Mick Mars du groupe Mötley Crüe utilise la talkbox dans le titre Kickstart my Heart paru sur l'album Dr. Feelgood.
David Gilmour de Pink Floyd utilise cet effet sur Pigs (Three Different Ones) de l'album Animals en 1977. Ainsi que sur Keep Talking de l'album The Division Bell de 1994. On peut le voir en concert utiliser une talkbox sur l'enregistrement issu de la tournée Pulse.
Aerosmith utilise cet effet sur Sweet Emotion de l'album Toys in the Attic.
Slash a utilisé une talkbox à plusieurs reprises. Pour Guns N' Roses, dans Anything Goes de l'album Appetite For Destruction, dans Dust N' Bones de l'album Use Your Illusion I, et dans la reprise de Hair of the Dog sur l'album The Spaghetti Incident? ; durant la tournée Use Your Illusion Tour, Slash l'a utilisé dans les solos de Rocket Queen et de Move to the City ainsi que lors de son solo guitare qui suivait le solo batterie de Matt Sorum. Plus récemment, il a utilisé cet effet dans la chanson Get Out the Door de l'album Libertad de Velvet Revolver ainsi que sur la reprise de Pink Floyd Money. Il l'utilise aussi dans la chanson bonus Carolina de son deuxième album solo Apocalyptic Love en 2012.
Le musicien Kid Rock utilisait fréquemment la talkbox lorsqu'il interprétait la chanson Cowboy en concert.
Le guitariste Adam Jones du groupe Tool utilise la talkbox sur le solo de la chanson Jambi.
Dave Grohl du groupe Foo Fighters utilise la talkbox dans le refrain de la chanson Generator
En 2008, dans le clip vidéo de Sensual Seduction, Snoop Dogg prétend utiliser la talkbox. L'effet sur sa voix a en réalité été réalisé grâce à l'auto-tune qui est confondu par certaines personnes avec la talkbox.
Le groupe de Montréal Chromeo utilise aussi la talkbox.
Le groupe Black Label Society utilise également la talkbox notamment dans les albums Skullage et Shot to Hell

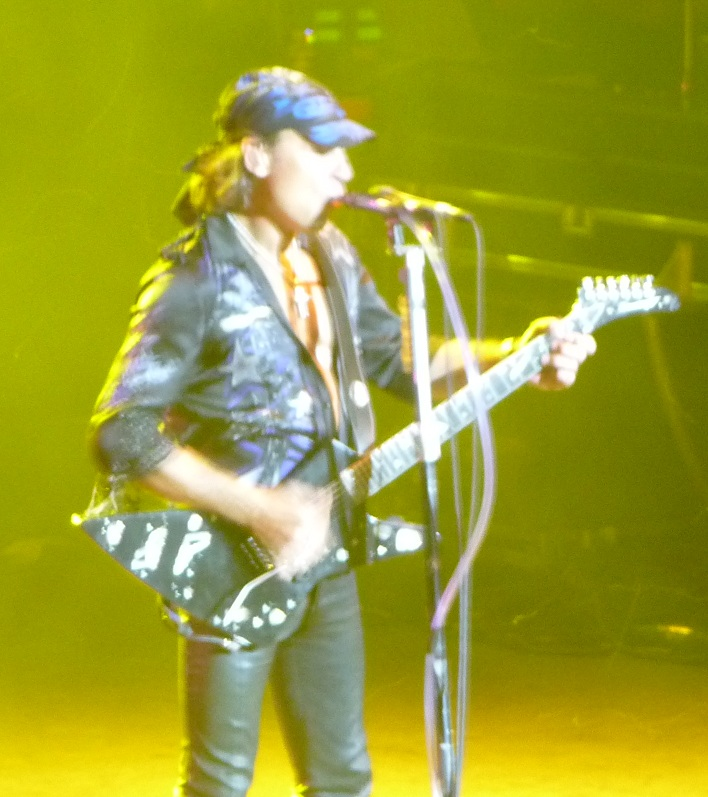
Matthias Jabs (Scorpions) utilisant la talkbox sur The Zoo à Carcassonne le 28 juillet 2009.

Le guitariste Sascha Gerstner du groupe Helloween utilise la talkbox à la fin de Back Against The Wall dans l'album Rabbit Don't Come Easy (2003).
Ken Kitamura, guitariste de L'Arc-en-Ciel, l'utilise lors du solo de Snow Drop.
Metallica s'est servi de la talkbox à deux reprises, notamment dans les albums Load (The House Jack Built) et Reload (Devil's Dance).
Le groupe Anthrax s'en est servi dans au moins deux de leurs albums, une première fois dans la chanson Tester de l'album Stomp 442 et une seconde dans la chanson Hog Tied de l'album suivant, Volume 8: The Threat is Real.
Le groupe Daft Punk utilise aussi la talkbox. On la retrouve dans la plupart de leurs titres.
Oli Herbert le guitariste du groupe de metalcore (All That Remains) utilise la talkbox en solo de guitare sur le titre Won't go Quietly.
Les Red Hot Chili Peppers utilisent la talkbox sur la pièce Falling Into Grace sur l'album One Hot Minute'' ainsi que dans l'intro de la demo de Green Heaven sur l'album Out in L.A..
Matthias Jabs du groupe Scorpions utilise également la talkbox sur plusieurs chansons comme The Zoo, Money and Fame, Media Overkill, To Be No.1, Can You Feel It, Cause I love You et plus récemment Raised On Rock.
Jerry Cantrell, guitariste du groupe Alice in Chains se sert d'une talkbox sur la pièce Rotten Apple qui figure dans l'album Jar of Flies.
John Petrucci de Dream Theater fait usage de cet effet sur la chanson Home de l'album Metropolis Part 2: Scenes from a Memory.
Paul McCartney l’utilise dans l’album Memory Almost Full (2007) - Feet in the Clouds